# Jeu vidéo en Allemagne
Le jeu vidéo en Allemagne est un marché qui représente 1.85 milliard d’euros de chiffre d’affaires en 2012, ce qui en fait le plus important en Europe. Dans le domaine du blockbuster sur PC ou console, les importations de jeux vidéo en Allemagne dépassent traditionnellement ses exportations ou sa production domestique. Cependant, l’industrie du jeu vidéo allemande est parvenue à trouver et à exploiter un marché de niche dans le secteur du casual game, notamment dans le domaine du jeu de stratégie par navigateur. En 2011, les revenus dégagés par la vente d’objets virtuels atteignent ainsi les 226 millions d’euros, ceux générés par des abonnements ou les comptes premium dépassant les 124 millions d’euros. Environ 40 millions d’Allemands jouent à des jeux en ligne ou par navigateur, et la plupart des grands éditeurs de jeux vidéo internationaux possèdent une division en Allemagne. L’Allemagne accueille également le plus gros salon du jeu vidéo d’Europe avec la Gamescom de Cologne qui accueille en 2012 plus de 370 exposants et 275 000 visiteurs.

## Jeux par navigateurs
Le succès de l’Allemagne dans le domaine des jeux par navigateurs débute alors que le marché commence sa transition de la distribution physique à la distribution digitale. À la fin des années 1990 et au début des années 2000, une première vague de jeu de ce type est développé en Allemagne avec notamment Moorhuhn (1999), Ogame (2002) ou Space Pioneers (2004), et le genre ne tarde pas à connaitre un succès international. Le genre est aujourd’hui porté par des sociétés comme Bigpoint, Gameforge ou Wooga, Bigpoint totalisant plus de 220 millions d’utilisateurs enregistrés en 2011, ce qui en fait à l’époque l’entreprise de jeu vidéo avec la meilleure croissance en Allemagne.